# شيخ ركن الدين أبو الفتح
شيخ ركن الدين أبو الفتح وكذلك يعرف باسم شاه ركن العالم هو صوفي بنجابي من مدينة
ملتان في البنجاب المعاصرة في باكستان، وهو يتبع الطريقة السهروردية.
ولد في 26 نوفمبر 1251 وتوفي في 3 يناير 1335، وله ضريح معروف في ملتان.